# ناوكو نيشغيا
ناوكو نيشغيا (西貝 尚子) (مواليد 22 يناير 1969)، هي لاعبة كرة قدم كانت تلعب كحارس مرمى. ولعبت مع منتخب اليابان لكرة القدم للسيدات.

## وصلات خارجية
- ناوكو نيشغيا على موقع الاتحاد الدولي (مؤرشف)  (الإنجليزية)
- ناوكو نيشغيا على موقع Soccerway.com (الإنجليزية)
- ناوكو نيشغيا على موقع عالم كرة القدم.نت (الإنجليزية)